# Hymenophyllum megistocarpum
Hymenophyllum megistocarpum är en hinnbräkenväxtart som först beskrevs av Edwin Bingham Copeland, och fick sitt nu gällande namn av Conrad Vernon Morton. Hymenophyllum megistocarpum ingår i släktet Hymenophyllum och familjen Hymenophyllaceae. Inga underarter finns listade.